# Großsteingrab Stenløse By 7
Das Großsteingrab Stenløse By 7 war eine megalithische Grabanlage der jungsteinzeitlichen Nordgruppe der Trichterbecherkultur im Kirchspiel Stenløse in der dänischen Kommune Egedal. Es wurde im 19. oder frühen 20. Jahrhundert zerstört.

## Lage
Das Grab lag südwestlich von Ølstykke auf einem Feld südlich des Krogholmvej. In der näheren Umgebung gibt bzw. gab es zahlreiche weitere megalithische Grabanlagen.

## Forschungsgeschichte
Im Jahr 1875 führten Mitarbeiter des Dänischen Nationalmuseums eine Dokumentation der Fundstelle durch. Bei einer weiteren Dokumentation im Jahr 1942 waren keine baulichen Überreste mehr auszumachen.

## Beschreibung
Die Anlage besaß eine Hügelschüttung unbekannter Form und Größe, die 1875 bereits stark verfallen war. Von der Umfassung waren noch einige Steine erhalten. Der Hügel enthielt eine längliche, ost-westlich orientierte Grabkammer, die wohl als Dolmen anzusprechen ist. Zu den Maßen der Kammer und zur Anzahl der Wandsteine liegen keine Angaben vor. Die Ostseite war offen. Der Deckstein lag abgewälzt neben der Kammer. Auf seiner Oberseite waren zwei offenbar künstliche runde Löcher (Schälchen?) zu erkennen.